# Erich Göstl
Erich Göstl (Vienna, 17 aprile 1925 – Sankt Jakob in Defereggen, 28 ottobre 1990) è stato un militare austriaco, soldato delle Waffen-SS durante la seconda guerra mondiale.